# Народен артист (Унгария)
Званието „Народен артист/артистка“ се присъжда на живи унгарски артисти, които имат изключителни заслуги в опазването на унгарския език, в представянето на националната литература, в развитието и популяризирането на унгарското театрално изкуство, на националното актьорско майсторство. Званието се присъжда за първи път на 22 август 2000 г.
Званието „Народен артист“ се присъжда на актьор или актриса с изключително изпълнение в главна или епизодична роля, които имат навършени 62 години, прекарали са 40 години в актьорското поприще или поне 20 сезона, с минимум по една роля на сезон, на сцената на будапещенския Национален театър. В допълнение, важен критерий е и да бъдат носители на поне едно признание, например награда „Кошут“ или „Мари Ясаи“.
Званието може да бъде присъдено на максимум дванадесет души едновременно, които получават нетна месечна помощ на стойност 630 000 форинта до края на живота си. Ако някой от притежателите на званието почине, останалите могат да направят единодушно предложение за свободното място.
За пръв път признанието е връчено от министъра на националното културно наследство, по предложение на правителствения комисар и изпълнителен директор на Акционерно дружество „Национален театър“ Дьорд Швайда. Последно званието е присъдено на Тамаш Йордан през 2020 г.

## Настоящи носители на званието
- Ева Алмаши, (получено през 2016) (*1942)
- Дюла Бодроги, (получено през 2007) (*1934)
- Дьорд Черхалми, (получено през 2014) (*1948)
- Мари Чомош, (получено през 2017) (*1943)
- Петер Хауман, (получено през 2010) (*1941)
- Тамаш Йордан, (получено през 2020) (*1943)
- Левенте Кирай, (получено през 2006) (*1937)
- Ержи Мати, (получено през 2000) (*1927)
- Пирошка Молнар, (получено през 2011) (*1945)
- Ласло Сачваи, (получено през 2015) (*1947)
- Геза Торди, (получено през 2008 (*1938)
- Мари Тьорьочик, (получено през 2000) (*1935)